# Le Regard (Redon)
Pour les articles homonymes, voir Le Regard.
Le Regard est une œuvre d’Odilon Redon créée vers 1910. C’est une peinture à l’huile de 73 cm de hauteur pour 91,8 cm de largeur.  Elle est conservée au palais des Beaux-Arts de Lille depuis 1997. 

## Histoire
En 1982, L'État reçoit le tableau en legs de madame Arï Redon en exécution des volontés de son mari, fils d'Odilon Redon. Le tableau est affecté aux collections du musée d’Orsay puis déposé par le musée d’Orsay au palais des Beaux-Arts de Lille en 1997.

## Description
Un personnage de dos, le visage tourné vers le spectateur, se détache sur un ciel nuageux qui reprend, un ton en dessous, les couleurs dont il est vêtu, la peinture jouant avec les tons de la toile laissée apparente en de nombreux endroits. Dans cette œuvre comme dans plusieurs autres, Odilon Redon dispose son sujet derrière un muret, référence probable à certains portraits flamands et italiens de la Renaissance, telle la La Belle Ferronnière de Léonard de Vinci. Cependant, dans cette version, le parapet acquiert un rôle formel plus important à l’instar du pastel L’Enfant (1894, Dijon, musée des Beaux-Arts). En avant et à droite, on aperçoit quelques fleurs posées sur le rebord du muret qui apportent une subtile délicatesse à cette composition austère et épurée.

## Analyse
Odilon Redon n’a que très peu utilisé la couleur à ses débuts. Il se consacrait alors aux « Noirs » et son activité essentielle était la pratique du fusain et de la lithographie. Ce n'est qu'à partir de 1890 que la couleur envahit ses œuvres, une couleur sensible, subtile et légère. Il utilisera d’abord le pastel puis la peinture à l’huile. La couleur donne à son univers si personnel, nourri d’une enfance mélancolique et d’un imaginaire fertile, l'ambiance onirique et mystérieuse qui caractérise ses œuvres peintes.
C’est aussi le cas pour ce tableau, Le Regard, qui reste énigmatique. Le personnage lui-même est mystérieux, même si sa cape évoque celle d'un empereur romain. Il est par ailleurs difficile de déceler si ses yeux sont ouverts ou fermés. A cet égard, cette œuvre rappelle Les Yeux clos ou un pastel contemporain intitulé Le Christ du silence (1890, Paris, Petit Palais). Tous évoquent le rêve, la méditation en tant que voyage intérieur, l’introspection ou encore l’absence. La vue, au sens classique, se double alors d'un autre regard, celui de l'œil de l'esprit, qui permet de « substituer à la réalité le rêve de la réalité ».